# Gottfried Heine
Gottfried Heine (* 19. Januar 1849 in Bödefeld; † 1. September 1917 in Münster) war ein deutscher Lehrer, Musiker und Autor.

## Leben
Heine wurde 1849 in Bödefeld im Sauerland geboren. Während seiner Schulzeit förderte ihn sein Bödefelder Lehrer Josef Schmalohr, insbesondere in Musik und Orgelspiel. Nach der Schule besuchte Heine in Büren das Lehrerseminar, das er im Jahr 1870 mit der Not „gut“ bestand. Hiernach wirkte er als Lehrer, Organist und Leiter des Kirchenchores in Bochum. Am 26. November 1874 heiratete er die Tochter des Lehrers Ignaz Gördes aus Fredeburg. Mit ihr hatte er die Söhne Otto und Ewald sowie die Tochter Mathilde.
Im Jahr 1883 wurde Gottfried Heine, der ein Meister auf der Orgel war, Musiklehrer am Gymnasium Paulinum in Münster. Dort übernahm er den Schülerchor, gründete ein Quartett, dirigierte einen Männergesangverein und veranstaltete Konzerte. Nach der Herausgabe des Gesangbuchs Liederkranz für die studierende Jugend schrieb er auch zwei Messen für Schüler. Mit dem Oberlehrer Franz Alois Westrick veröffentlichte Heine später ein Rechenbuch für höhere und mittlere Lehranstalten und mit dem Lehrer August Schallitz ein Rechenbuch für Vorschulen.
Ferner war Heine ein Autor in der Sauerländer Mundart, die sich an Friedrich Wilhelm Grimme anlehnte. Bis zu seinem Ableben leitete er den Verein „De Suerländer“ in Münster. Am 12. Oktober 1909 ernannte man ihn zum Ehrenpräsident des Vereins. Im selben Jahr erhielt er den Königlichen Kronenorden IV. Klasse. Gottfried Heine starb im Alter von 68 Jahren an einer Grippe.

## Werke
- 50 Chorlieder zum Gebrauch bei Ausflügen, Aschendorff, 1891
- Lateinische Gesänge für gemischten Chor zum Gebrauch bei den katholischen Gottesdienste an höheren Schulen, 1894
- Liederkranz für die studierende Jugend; Aschendorff, 1896, (Neuauflage 1918)
- Krümeln un Kuasten – Nigge Vertellekes iutem Surlande, Paderborn, Schöningh, 1906
- Blaumen un Disseln – Nigge Vertellekes iutem Surlande, Paderborn, Schöningh, 1907
- Gottfried Heine, August Schallitz: Rechenbuch für Vorschulen, Münster, Aschendorff, 1913
- Gottfried Heine, Franz Alois Westrick, Norbert Leineweber: Rechenbuch nebst Aufgaben zur ersten Einführung in die Geometrie für höhere und mittlere Lehranstalten, Münster, Aschendorff, 1914
- Gottfried Heine, Franz Alois Westrick, Norbert Leineweber, Rudolf Braun: Rechenbuch nebst Aufgaben zur ersten Einführung in die Geometrie für höhere und mittlere Lehranstalten, Münster, Aschendorff, 1928